# Estado Miranda (1889-1898)
El Gran Estado Miranda fue una antigua división administrativa de los Estados Unidos de Venezuela ubicada en la región centro-norte del país, que a lo largo de sus escasos 10 años de existencia comprendió los territorios de los actuales estados Aragua, Guárico, Miranda, Nueva Esparta y el departamento Vargas del Distrito Federal.

## Historia
La base territorial del Gran Estado Miranda se encontraba en el Estado Guzmán Blanco, creado en 1881. Tal es así que una vez fue derrocada la autocracia guzmancista, la legislatura del estado acordó cambiar la denominación de la entidad federal para honrar así al ilustre general y prócer de la independencia de Venezuela Francisco de Miranda. Este hecho ocurrió el 23 de diciembre de 1889, fecha en la cual se reconoció como capital del estado a la ciudad de La Victoria. En aquel momento el Estado Miranda abarcaba un territorio de 187.823 km² y tenía una población de 503.756 habitantes.
El 16 de diciembre de 1898 la Legislatura disgregó el estado, quedando Guárico (con capital en Calabozo) y Caracas (con capital en Petare) como estados autónomos, quedando este último como heredero del nombre Miranda; en tanto Margarita y Aragua formaron el Estado Aragua-Margarita que fue disuelto solo unos meses después.